# Yum! Brands
Yum! Brands, Inc., «Ям Брэндс» — американская корпорация, работающая в сфере общественного питания. Yum! принадлежат бренды KFC, Pizza Hut, Taco Bell и Habit Burger & Grill, под которыми работает 61 тыс. ресторанов в 155 странах; более 98 % из них функционируют на правах франчайзинга. В 2016 году деятельность в Китае была выделена в самостоятельную компанию Yum China Holdings. Штаб-квартира — в Луисвилле, Кентукки.

## История

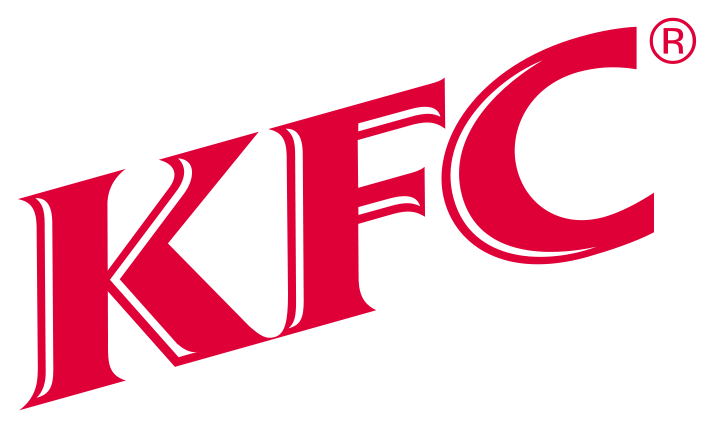
Логотип сети ресторанов быстрого питания KFC

Компания образовалась в 1997 году под названием Tricon Global Restaurants, Inc. путём выделения из PepsiCo, владевшей сетями KFC, Pizza Hut и Taco Bell.
Самой старой сетью является KFC, она была основана в 1952 году под названием Kentucky Fried Chicken («жареный цыплёнок Кентукки»), в 1986 году поглощена PepsiCo (за $840 млн) и через пять лет переименована в KFC Corporation.
Сеть пиццерий Pizza Hut была основана в 1958 году в Канзасе, к 1971 году стала крупнейшей подобной сетью в мире как по выручке, так и по количеству ресторанов (более 1000); размещение акций на Нью-Йоркской фондовой бирже в 1972 году позволило за пять лет удвоить количество ресторанов и выйти на зарубежные рынки. В 1977 году сеть была поглощена PepsiCo, став основой её подразделения заведений общественного питания.
Первый ресторан с мексиканской кухней под названием Taco Bell открылся в 1962 году в Калифорнии, к 1970 году сеть таких ресторанов достигла оборота в $6 млн, в 1978 году была куплена PepsiCo за $125 млн.
В 1997 году PepsiCo решила уйти из ресторанного бизнеса, отчасти потому, что он не приносил ожидаемой прибыли, отчасти потому, что конкурирующие сети отказывались продавать «Пепси-колу» и другую продукцию корпорации. Обретя самостоятельность, Tricon Global Restaurants начала переводить рестораны на контракты франчайзинга (на 1999 год собственных ресторанов было 23 %, на 2018 год — 1,8 %), а также быстро наращивать присутствие за рубежом, в первую очередь в Китае, Великобритании, Мексике и Южной Корее. В мае 2002 года корпорация поглотила компанию Yorkshire Global Restaurants, которая владела сетями Long John Silver’s и A&W All-American Food. Также в этом году было принято решение об изменении названия Tricon Global Restaurants на Yum! Brands, Inc.
В 2003 Yum! объявила о запуске бренда WingStreet. Рестораны под этой вывеской находятся в США, Канаде, Австралии и на Кипре, как правило, рядом с ресторанами Pizza Hut. Концепция Pasta Bravo была куплена в 2003 году за $5 млн. В Шанхае в 2004 году в тестовом режиме была запущена сеть кафе East Dawning. Позже Yum! предпочла сосредоточиться на развитии бренда KFC. На сегодняшний день это самая успешная западная сеть в Китае. В январе 2011 года Yum! объявила о намерении продать бренды Long John Silver's и A&W, чтобы сделать ставку на основные глобальные сети — Taco Bell, KFC и Pizza Hut.
К 2010 году компания объединяла более 37 тыс. ресторанов в 100 странах мира, из них самой компании принадлежало 21 %, остальные работали по франшизе или лицензии.
В 2016 году было принято решение об отделении китайского бизнеса в самостоятельную компанию. Одной из причин этого был скандал в 2014 году, связанный с китайским поставщиком мяса OSI Group (он снабжал Yum! и McDonald’s); как оказалось, поставляемое замороженное мясо было на несколько лет просроченное, кроме того в нём было превышено содержание опасных веществ, компания была оштрафована на 2,4 млн юаней ($364 тысяч), 10 сотрудников получили тюремные сроки. В Китае находится около 18 % ресторанов и они давали около половины выручки Yum!, поскольку большинство из них были собственностью компании, в то время как в других регионах почти все рестораны работают на правах франчайзинга и приносят только роялти. В результате отделения у Yum! Brands долг превысил активы, то есть образовался дефицит собственного капитала; на 2018 год в США было 118 компаний с таким дефицитом, среди них такие конкуренты, как Domino’s Pizza и McDonald’s. Yum China Holdings получила эксклюзивные права на развитие сетей KFC, Pizza Hut и Taco Bell в КНР (исключая Гонконг и Макао), также ей были переданы сети Little Sheep и East Dawning с правом их развития в любых странах.
В начале 2020 года была куплена сеть закусочных Habit Burger & Grill; она была основана в 1969 году и базируется а Калифорнии. На момент покупки сеть насчитывала 278 точек, почти все из них в США; основное блюдо — обжаренные на гриле гамбургеры.

## Собственники и руководство
Акции компании котируются на Нью-Йоркской фондовой бирже и в основном принадлежат институциональным инвесторам. По состоянию на 2025 год крупнейшими из них были Vanguard Fiduciary Trust Co. (12,05 %), Capital Research & Management Co. (9,04 %), JPMorgan Investment Management, Inc. (8,24 %), BlackRock Advisors LLC (6,83 %), State Street Corporation (4,69 %), T. Rowe Price Investment Management, Inc. (3,72 %), Geode Capital Management (2,73 %).
- Брайан Корнелл (Brian C. Cornell, род. в 1958 году в Нью-Йорке) — независимый председатель совета директоров с 2018 года, также председатель и главный исполнительный директор Target (с 2014 года).
- Дэвид Гиббс (David W. Gibbs, род. в 1965 году) — президент с 2019 года, генеральный директор с 2020 года, ранее возглавлял Pizza Hut LLC.

## Деятельность

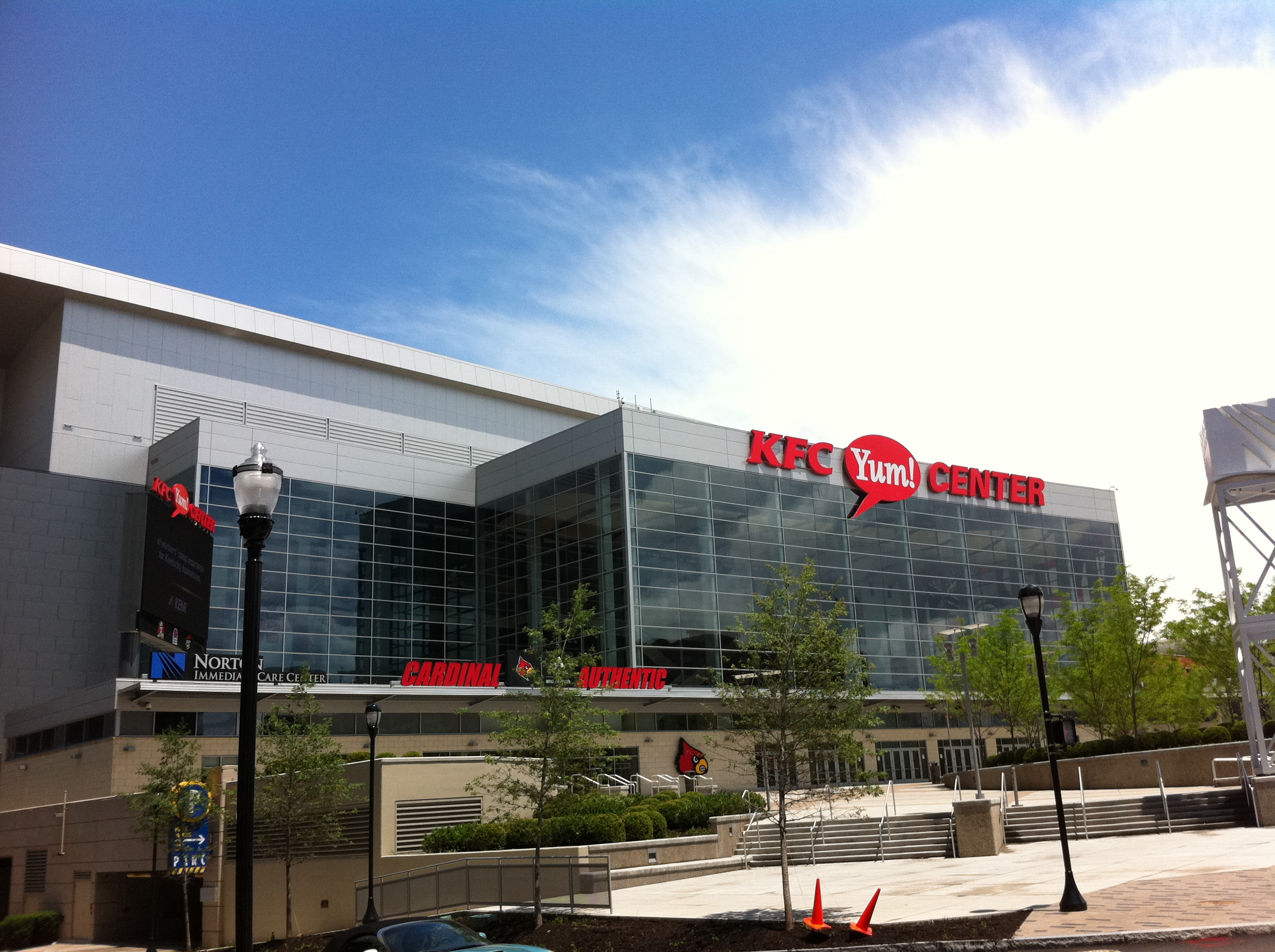
KFC Yum! Центр

Основные торговые марки компании — KFC, Pizza Hut, Taco Bell и Habit Burger & Grill; общий оборот системы Yum! Brands в 2024 году составил $65,47 млрд. Почти все заведения (98 %) работают на правах франчайзинга, из них 35 % охвачены групповым договором, с остальными заключаются индивидуальные контракты. Крупнейший мастер-франчайзи — Yum China Holdings (15 400 точек в КНР по состоянию на 2024 год). Типичный контракт предусматривает разовый взнос при открытии ресторана и ежемесячные отчисления в размере 4—6 % от выручки (3 % для Yum China Holdings) за право использовать торговую марку компании; другого участия в деятельности ресторанов Yum! Brands обычно не принимает, за исключением отдельных случаев, когда она имеет долю в управляющей компании или является владельцем недвижимости, где расположен ресторан (всего около тысячи таких ресторанов). Непосредственно компании на 2024 год принадлежало 1311 ресторанов, в 2018 году впервые в истории компании выручка от франчайзинга превысила выручку от собственных ресторанов ($2,48 млрд против $2 млрд). Особенностью бухгалтерского баланса является долговые обязательства, более чем вдвое превышающие активы, на 2024 год активы — $6,73 млрд, долгосрочный долг — $11,31 млрд, всего долговых обязательств — $14,38 млрд. Среди бывших брендов — A&W Restaurants и Long John Silver's, WingStreet (США, Канада, Германия, Кипр), East Dawning (КНР), Wing Works, Pasta Bravo, China Wok (Латинская Америка).
Подразделения компании по состоянию на 2024 год:
- KFC — 31 981 ресторан быстрого обслуживания в 150 странах (в США — 11 % ресторанов); общий оборот этой сети составляет $34,45 млрд, но 99 % ресторанов работают на правах франчайзинга, поэтому компании с этой суммы причитаются только роялти;
- Pizza Hut — 20 225 пиццерий в 111 странах (32 % — в США); общий оборот $13,11 млрд, доля франчайзинга также 99 %;
- Taco Bell — 8757 ресторанов с мексиканской кухней; представлены в 33 странах, но 87 % ресторанов находятся в США; оборот $17,19 млрд, доля франчайзинга 94 %;
- Habit Burger & Grill — 383 закусочных, из них 98 % в США, оборот 713 млн, доля франчайзинговых ресторанов 17 %.

Выручка компании за 2024 год составила 7,55 млрд долларов, из них на собственные рестораны пришлось 2,55 млрд долларов, на роялти — 3,3 млрд долларов, на плату франчайзи за рекламные и другие услуги — 1,7 млрд долларов.
В списке крупнейших публичных компаний мира Forbes Global 2000 за 2024 год Yum! Brands заняла 986-е место. В списке крупнейших компаний США Fortune 1000 заняла 501-е место.
|                     | 2001…  | 2006…  | 2011  | 2012  | 2013  | 2014  | 2015  | 2016   | 2017   | 2018   | 2019   | 2020   | 2021   | 2022   | 2023   | 2024   |
| ------------------- | ------ | ------ | ----- | ----- | ----- | ----- | ----- | ------ | ------ | ------ | ------ | ------ | ------ | ------ | ------ | ------ |
| Оборот              | 6,953… | 9,561… | 12,63 | 13,63 | 13,08 | 13,28 | 13,11 | 6,356  | 5,878  | 5,688  | 5,597  | 5,652  | 6,584  | 6,842  | 7,076  | 7,549  |
| Чистая прибыль      | 0,492… | 0,824… | 1,335 | 1,608 | 1,064 | 1,021 | 1,298 | 1,643  | 1,340  | 1,542  | 1,294  | 0,904  | 1,575  | 1,325  | 1,597  | 1,486  |
| Активы              | 4,425. | 6,368… | 8,834 | 9,013 | 8,695 | 8,334 | 8,075 | 5,453  | 5,311  | 4,130  | 5,231  | 5,852  | 5,966  | 5,846  | 6,231  | 6,727  |
| Собственный капитал | 2,177… | 4,096… | 5,517 | 6,071 | 5,706 | 4,990 | 4,098 | -3,672 | -6,334 | -7,926 | -8,016 | -7,891 | -8,373 | -8,876 | -7,858 | -7,648 |
| Ресторанов, тыс.    | 30,49. | 34,60… | 37,12 | 39,01 | 40,31 | 41,55 | 42,69 | 43,68  | 45,08  | 48,12  | 50,17  | 50,35  | 53,42  | 55,36  | 58,71  | 61,35  |

### Yum! Brands в России
В июне 2005 года Yum! Brands и «Росинтер Ресторантс» заключили инвестиционное соглашение о совместном открытии в России сети из 300 ресторанов под вывеской «Ростик’с-KFC». В том же году компания «Пицца-Норд» купила франшизу на открытие ресторанов «Ростик’c-KFC» в Санкт-Петербурге, Казани и Нижнем Новгороде. Ряд других компаний по франшизе развивали сети Pizza Hut и KFC в Москве и других городах страны. В июне 2010 года стало известно о том, что Yum! Brands договорилась о приобретении сети «Ростик’с-KFC» (ранее выделенной из «Росинтера»). Сделка была закрыта в начале июля того же года.
На 2011 год Yum! Brands в России и СНГ имело дочернюю компанию Yum! Restaurants International Russia & CIS, в ней работали 5000 человек. YRI принадлежит сеть KFC и рестораны Pizza Hut, работающие в России. Основной упор делается на развитие KFC. Запуск самостоятельного бренда прошел в сентябре 2011 года. В России также зарегистрирован бренд Taco Bell, но компания открывала точки под этой вывеской.
По итогам 2013 года продажи на российском рынке увеличились по сравнению с предыдущим годом на 48 %. На февраль 2018 года сеть KFC в России и СНГ насчитывала свыше 650 ресторанов, из них 270 в Москве.
В 2022 году, в связи с российским вторжением в Украину, компания Yum! Brands приостановила свою деятельность на территории России. Во II квартале 2022 года дочерняя компания Pizza Hut Russia была передана местному оператору. В апреле 2023 года российская сеть KFC, включая 70 собственных ресторанов и около тысячи франчайзинговых, были проданы компании Smart Service Ltd., после чего начался их ребрендинг на Rostic’s.

## Дочерние компании
Основные дочерние компании на конец 2018 года:
- США:
  - Вермонт: ABR Insurance Company
  - Виргиния: GCTB, LLC
  - Делавэр: Egg Shell Holdings LLC; Finger Licken Good Franchising LLC; IPDEV Co., LLC; Kentucky Fried Chicken International Holdings, LLC; KFC Asia LLC; KFC Corporation; KFC Global Holdings, Inc.; KFC Holding Co.; KFC International Finance Company LLC; KFC International Holdings I LLC; KFC Menapak LLC; KFC Pacific LLC; KFC US, LLC; National Systems, LLC; Pacific Bell Franchising LLC; Pacificly Pizza Hut LLC; PH Asia LLC; PH Digico LLC; PH Europe LLC; PH Global Holdings, Inc.; PH International Finance Company LLC; PH International Holdings I LLC; Pizza Famila Partnership; Pizza Hut Connect, LLC; Pizza Hut Guarantor, LLC; Pizza Hut Holdings, LLC; Pizza Hut International, LLC; Pizza Hut of America, LLC; Pizza Hut, LLC; Pizza Pete Franchising LLC; QuikOrder, LLC; Restaurant Concepts LLC; Taco Bell Cantina Corp.; Taco Bell Franchise Holder 1, LLC; Taco Bell Franchisor Holdings, LLC; Taco Bell Franchisor, LLC; Taco Bell Funding, LLC; Taco Bell IP Holder, LLC; Taco Bell of America, LLC; TB Asia LLC; TB Cantina, LLC; TB Global Holdings, Inc.; TBA Services, LLC; YEB Holdings LLC; YEB III LLC; YRI China Licensing LLC; Yum Restaurant Services Group, LLC; Yum! Brands Mexico Holdings II LLC; Yum! International Participations LLC; Yum! KFC Australia Holdings I LLC; Yum! KFC Australia Holdings II LLC; Yum! Luxembourg Investments LLC; Yum! PH Australia Holdings I LLC; Yum! Restaurants International Holdings, LLC; Yum! Restaurants International Management LLC; Yum! Restaurants International, Inc.
  - Калифорния: Taco Bell Corp.
  - Северная Каролина: Tricon Global Restaurants, Inc.
- Австралия: Ashton Fried Chicken Pty. Limited; Gloucester Properties Pty. Ltd.; Kentucky Fried Chicken Pty. Ltd.; KFC Yum! Franchise III; Multibranding Pty. Ltd.; Newcastle Fried Chicken Pty. Ltd.; Northside Fried Chicken Pty Limited; PH Yum! Franchise III; YA Company One Pty. Ltd.; Yum! Australia Equipment Pty. Ltd.; Yum! Restaurants Australia Pty Limited; Yumsop Pty Limited
- Бахрейн: Yum! Restaurants International (MENAPAK) Co. S.P.C.
- Бразилия: KFC Brasil Publicidade e Propaganda Ltda; Yum! Restaurantes do Brasil Ltda.
- Великобритания: Finger Lickin' Chicken Limited; Kentucky Fried Chicken (Great Britain) Limited; Kentucky Fried Chicken (Great Britain) Services Limited; Kentucky Fried Chicken Limited; KFC Advertising, Ltd.; PH Digital Ventures UK Ltd.; Pizza Hut Europe Limited; Pizza Hut HSR Advertising Limited; Restaurant Holdings Limited; Southern Fast Foods Limited; Suffolk Fast Foods Limited; YRH Holdco Limited; Yum! Franchise II LLP; Yum! III (UK) Limited; Yum! Restaurant Holdings; Yum! Restaurants Europe Limited; Yum! Restaurants International Limited; Yum! Restaurants Limited
- Вьетнам: PHDV Asia Company Limited
- Германия: Kentucky Fried Chicken (Germany) Restaurant Holdings GmbH; PH Restaurant Holdings GmbH; Pizza Hut Delivery Germany GmbH; Yum! Restaurants Germany GmbH; Yum! Restaurants International Ltd. & Co. Kommanditgesellschaft
- Индия: Yum! Restaurants (India) Private Limited; Yum! Restaurants Marketing Private Limited
- Испания: KFC Restaurants Spain S.L.
- Италия: KFC Italy S.r.l.
- Канада: Kentucky Fried Chicken Canada Company; KFC Yum! Franchise I LP; PH Canada Company; PH Canada Holdco Company; PH Yum! Franchise I LP; TB Canada Company; TB Yum! Franchise I LP
- Кипр: Cyprus Caramel Restaurants Limited; Yum Cyprus Limited
- Люксембург: KFC Asia S.à r.l. f/k/a TB Asia Holdings S.à r.l.; KFC Europe S.à r.l.; KFC Intermediate Holdings S.à r.l.; KFC International Holdings II S.à r.l.; KFC MENAPAK S.à r.l.; KFC North America S.à r.l.; KFC Operations S.à r.l. f/k/a Yum! Finance Holdings IV S.a.r.l; KFC Russia Holdings I S.à r.l.; KFC YFI Holdco S.à r.l.; PH Asia Holdings S.à r.l.; PH Europe S.à r.l.; PH Intermediate Holdings S.à r.l.; PH International Holdings II S.à r.l.; PH Mexico S.à r.l.; PH North America S.à r.l.; PH Operations S.à r.l. f/k/a Yum! Asia Holdings II S.a.r.l; PH YFI Holdco S.à r.l.; Pizza Hut MENAPAK S.à r.l.; TB Asia S.à r.l.; TB International Holdings II S.à r.l.; TB North America S.à r.l.; TB YFI Holdco S.à r.l.; YCH S.a.r.l.; YRI China Franchising S.à r.l. f/k/a Yum! Finance Holdings V S.a.r.l; YRI Europe S.a.r.l.; YRI Global Liquidity S.a.r.l.; YRI Investment Company S.a.r.l.; Yum! Asia Holdings S.a.r.l; YUM! Finance Holdings l Sarl; Yum! Franchise de Mexico, S.a.r.l.; Yum! International Finance Company S.a.r.l.; Yum! Operations China S.à r.l. f/k/a Yum! International Finance II S.a.r.l.
- Мальта: KFC Pacific Holdings Ltd; KFC THC V Ltd; PH THC V Ltd; Pizza Hut Pacific Holdings Ltd.
- Мексика: Yum! Restaurants International, S de RL de CV
- Нидерланды: KFC APAC B.V. f/k/a KFC Mexico B.V.; KFC Holdings B.V.; KFC Netherlands B.V.; KFC Real Estate B.V.; KFC South Africa Holdings B.V.; PH APAC B.V. f/k/a PH Mexico B.V.; PH South Africa Holdings B.V.; TB APAC B.V.; YRI China Holdings B.V.
- Новая Зеландия: Yum! Restaurants (NZ) Ltd.
- ОАЭ: Pizza Hut MENAPAK Counsulting FZE; YUM! Restaurants International MENAPAK Consulting FZE.
- Россия: Yum! Restaurants International Russia and CIS LLC; Yum! Restaurants International Russia LLC
- Сингапур: KFC Restaurants Asia Pte., Ltd.; Pizza Hut Restaurants Asia Pte., Ltd.; Pizza Hut Restaurants China-India Pte. Ltd.; Taco Bell Restaurants Asia Pte., Ltd.; Taco Bell Restaurants China-India Pte. Ltd.; Yum! Asia Franchise Pte Ltd; Yum! Restaurants Asia Pte. Ltd.
- Таиланд: Yum! Restaurants International (Thailand) Co., Ltd.
- Турция: Pizza Hut Gida ve Ticaret Anonim Sirketi
- Франция: KFC France SAS; KFC Holding SAS; Novo BL SAS; Novo Re IMMO SAS; Versailles Resto S.A.S.
- ЮАР: KFC (Pty) Ltd; Pizza Hut (Pty) Ltd